# École nationale supérieure d'électrochimie et d'électrométallurgie de Grenoble

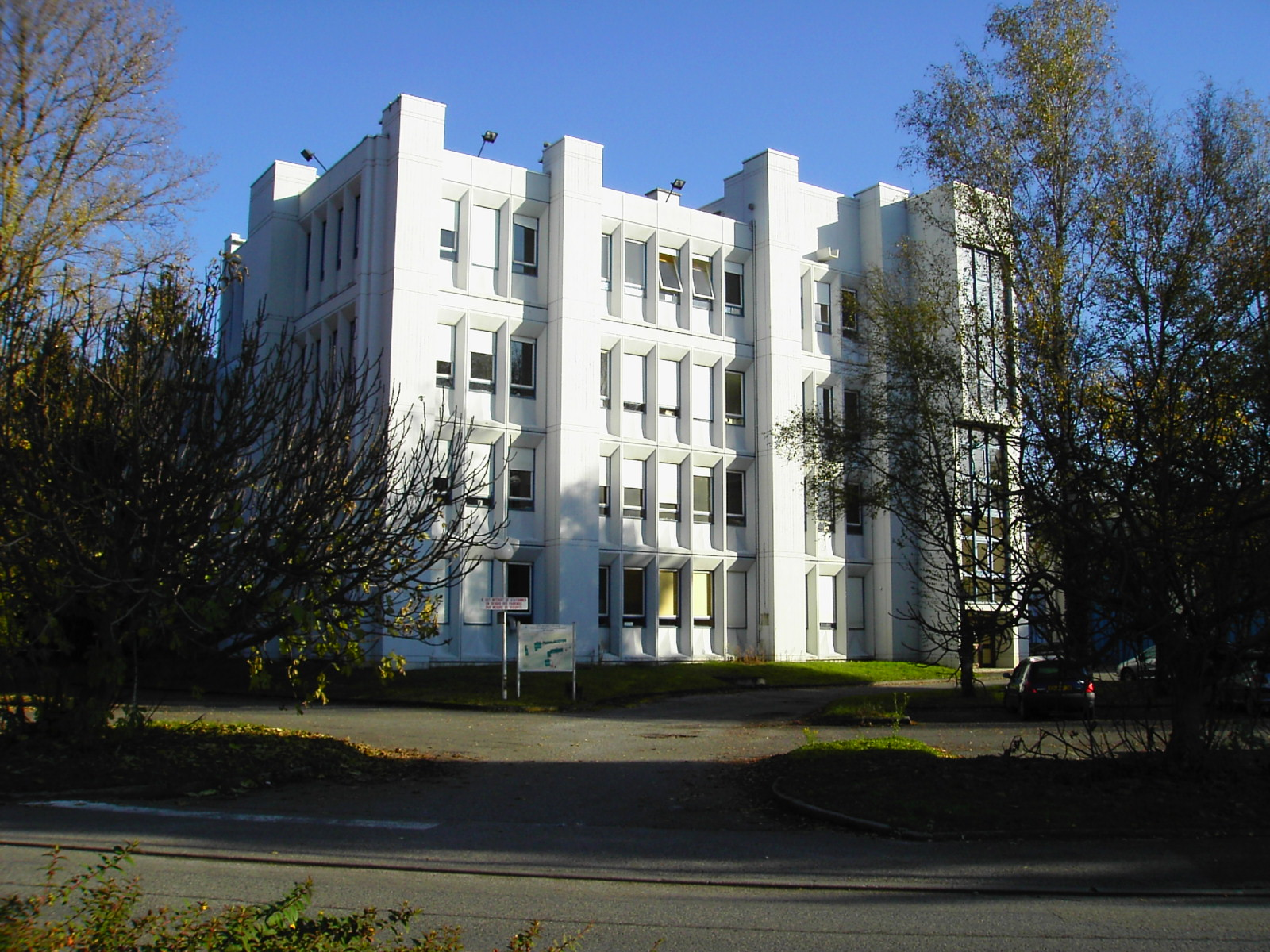
Bâtiment du campus de l'ENSEEG en 2007.

L’École nationale supérieure d'électrochimie et d'électrométallurgie de Grenoble (ENSEEG) est une ancienne école d'ingénieurs française qui délivrait une formation généraliste en chimie physique ainsi que des enseignements de haut niveau en génie des matériaux, en génie des procédés et en électrochimie. L’INPG-ENSEEG était un établissement public sous tutelle du ministère de l’Enseignement supérieur. Elle a été supprimée en 2008.

## Histoire de l’institution
L’établissement a été fondé en 1921 sous le nom d’ « Institut d’électrochimie et d’électrométallurgie » (IEE) et a pris son nom actuel en 1948. L’ENSEEG était depuis 1971 l’une des composantes de l’Institut national polytechnique de Grenoble (INPG).
L’école a été supprimée à la rentrée 2008. Une nouvelle école, l’École nationale supérieure de physique, électronique et matériaux (Phelma) reprend les formations de l’ENSEEG ainsi que celle de l’École nationale supérieure d'électronique et de radioélectricité de Grenoble et l’École nationale supérieure de physique de Grenoble.
Liste des directeurs de l'INPG-ENSEEG :
- 1921 - 1945 : Georges Flusin
- 1945 - 1959 : Lucien Andrieux
- 1959 - 1971 : Jean Besson
- 1971 - 1975 : Lucien Bonnetain
- 1975 - 1988 : Jean-Charles Pariaud
- 1988 - 1995 : Pierre Hicter
- 1995 - 2005 : Jean-Claude Poignet
- 2005 - 2008 : Jean-Pierre Petit

Quelques anciens élèves :
- promotion 1971 : Jean-Jacques Favier
- promotion 2001 : Cyril Abiteboul